# Cecil McMaster
Cecil Charles McMaster (Port Elizabeth, 5 giugno 1895 – 11 settembre 1981) è stato un marciatore sudafricano.

## Palmarès
- Giochi olimpici

Parigi 1924: bronzo nella marcia 10000 metri.